# 最美的还是我们新疆
《最美的还是我们新疆》是20世纪90年代创作的著名新疆歌曲，歌曲歌颂了新疆的自然和人文景观，从而表达对自己家乡新疆的热爱之情。歌曲由吾布力·托乎提曲、赵思恩作词，原唱为维吾尔族歌唱家巴哈尔古丽。
新疆维吾尔自治区成立四十周年（1995年）时，中国中央电视台节目《东西南北中》要在新疆制作特别节目，该歌曲即作为特别节目主题曲。该歌曲也随着登上央视而在全国出名。
1996年，该歌曲获得中宣部五个一工程奖。2009年，入選中宣部推薦100首愛國歌曲第89首。